# Kasserine (província)
A província de Kasserine (em árabe: ولاية القصرين; em francês: gouvernorat de Kasserine) é uma província do centro-nordeste da Tunísia. Foi criada em 21 de junho de 1956 e a sua capital é Kasserine. No passado chamou-se província de Sbeitla, o nome da antiga capital.
- Capital: Kasserine
- Área: 8 260 km²
- População: 412 278 habitantes (2004);[2] 442 300 (estimativa de 2013)[3]
- densidade: 49,9 hab./km² (2004)

| Delegação       | População em 2004 |
| --------------- | ----------------- |
| Djedeliane      | 13 205            |
| El Ayoun        | 18 634            |
| Ezzouhour       | 20 277            |
| Feriana         | 45 787            |
| Foussana        | 41 240            |
| Haïdra          | 8 716             |
| Hassi El Ferid  | 16 890            |
| Kasserine Norte | 58 343            |
| Kasserine Sul   | 21 139            |
| Majel Bel Abbès | 21 909            |
| Sbeitla         | 69 539            |
| Sbiba           | 42 091            |
| Thala           | 34 508            |